# Álvaro de Albornoz
Álvaro de Albornoz Liminiana (Ḷḷuarca, Astúries, 13 de juny de 1879 - Mèxic, 22 d'octubre de 1954), polític i escriptor espanyol.

## Biografia

### Primers anys
A la seva vila natal realitza els primers estudis, i en la Universitat d'Oviedo obté la llicenciatura de Dret. En els seus anys d'estudiant viu la inquietud republicana en els cercles intel·lectuals d'Oviedo, prop dels seus mestres Clarín i Adolfo Álvarez Buylla, coneixedor aquest últim del marxisme i creador d'un Seminari de Sociologia que va funcionar en la biblioteca de la Facultat. Aquest ambient primer, i més tard el format a Madrid entorn de Francisco Giner de los Ríos i la Institución Libre de Enseñanza, li reforça en les seves conviccions ideològiques.
Torna a Ḷḷuarca, on exerceix l'advocacia durant més de deu anys. Va començar la seva militància en el socialisme i va escriure en el periòdic del partit a Astúries, La Aurora Social. Va ingressar, en 1909, en el Partit Republicà Radical de Lerroux, aconseguint l'acta de diputat per Saragossa a les eleccions generals espanyoles de 1910, acta que va mantenir fins a les següents eleccions de 1914. En els anys successius es va dedicar a exercir l'advocacia compaginant-la amb una gran labor assagística. No serà fins a 1929, quan a la Presó Model de Madrid fon juntament amb Marcel·lí Domingo i Sanjuan el Partit Republicà Radical Socialista (PRRS).

### II República
Fou membre del Comitè Revolucionari en 1930. Va ser defensat per Victoria Kent davant el Tribunal de Guerra i Marina, i va sortir absolt, definint l'advocada el que era la rebel·lió militar: "aixecament en armes d'elements de l'exèrcit contra el Rei, el govern, la Constitució...", al·legant doncs que no se li podia acusar de rebel·lió militar, ja que estava detingut quan es va publicar el Manifest republicà. Després de la proclamació de la Segona República Espanyola, va ser diputat a les Corts Constituents de la República i ministre de Foment i Justícia durant l'anomenat Bienni progressista (1931-1933). El fruit de la seva gestió ministerial van ser les lleis laiques de la República (dissolució de la Companyia de Jesús, divorci, supressió del pressupost de Culte i Clergat, reglamentació dels ordes religiosos, etc.). En 1933 va ser nomenat com a primer President del nou Tribunal de Garanties Constitucionals (antecedent de l'actual Tribunal Constitucional). Aquest mateix van sorgir profundes dissensions en el si del Partit Radical Socialista, ja que la seva ala més conservadora s'oposava a seguir col·laborant amb el PSOE, mentre que l'ala més progressista (encapçalada per Albornoz i Marcel·lí Domingo i Sanjuan) n'era favorable, per la qual cosa aquest sector se'n va sortir i va fundar el Partit Radical Socialista Independent, que va tenir una vida molt curta, ja que en 1934 es fusionaria amb altres partits formant Izquierda Republicana.
El 27 de juliol de 1936, una vegada iniciada la Guerra Civil, va ser nomenat ambaixador de la República a París fins que en el mes de setembre va ser substituït per Luis Araquistáin. En acabar la guerra, va partir rumb a l'exili.

### Exili
Ja en Mèxic, va ser ministre de Justícia en el govern en l'exili de José Giral (1945-1947), i més tard ell mateix va ser nomenat Cap del Govern republicà en l'exili, càrrec que va ocupar al capdavant de dos governs consecutius: el primer, de 1947 a 1949 i el segon, de 1949 a 1951.

## Família
Era oncle del Premio Nobel de Medicina Severo Ochoa de Albornoz i besoncle de la poetessa i crítica literària Aurora de Albornoz.

## Obres
Obres
- La Institución, el ahorro y la moralidad de las clases trabajadoras (1900)
- Individualismo y socialismo (1908)
- Ideario radical (1913)
- El temperamento español (1921)
- La Democracia (1925)
- La Libertad (1927)
- El gobierno de los caudillos militares (1930)
- La política religiosa de la República (1935)
- Páginas del destierro (1941).